# Marco Braun

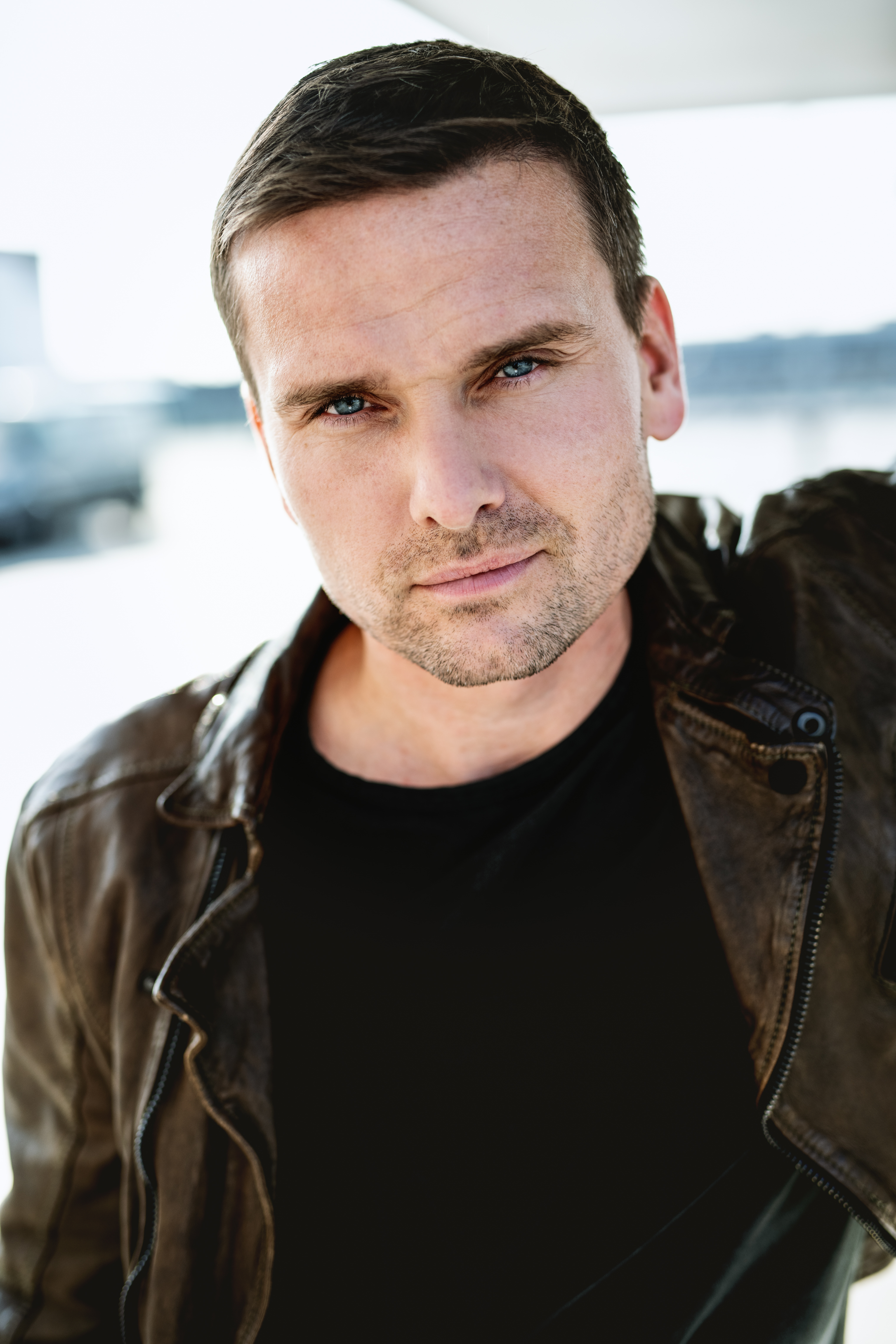
Marco Braun (2020)

Marco Braun (* 30. August 1980 in Steyr, Oberösterreich) ist ein österreichischer Schauspieler und Autor.

## Leben und beruflicher Werdegang
Marco Braun wurde 1980 in Steyr geboren und ist dort aufgewachsen. Er hat neben österreichischen auch slawische Wurzeln. Von 2002 bis 2005 absolvierte er seine Schauspielausbildung an der Münchner Internationalen Schule für Schauspiel und Acting (ISSA).
Seinen ersten Fernsehauftritt hatte Marco Braun 2006 an der Seite von Yvonne Catterfeld in dem Film Das Geheimnis des Königssees (RTL) unter der Regie von Marcus O. Rosenmüller. Von 2006 bis 2013 gehörte er zum festen Winterensemble der Komödie im Bayerischen Hof in München und wirkte vor allem in dem Stück Die Feuerzangenbowle mit. Neben regelmäßigen Fernsehauftritten unter anderem bei Der Kriminalist (ZDF), SOKO Wismar (ZDF) oder Hubert ohne Staller (Das Erste) übernahm er 2019 die Hauptrolle des Bösewichts in dem Stück Old Surehand bei den Süddeutschen Karl-May-Festspielen.
Marco Braun wird von der Agentur Jovanovic vertreten.
2023 veröffentlichte er seinen autobiografischen Debütroman "Noch ist nicht Sonntag".

## Filmografie (Auswahl)
- 2006: Der Fotograf (Kurzfilm), Regie: Tobias Beer
- 2006: Das Geheimnis des Königssees (Fernsehfilm), Regie: Marcus O. Rosenmüller
- 2009–2020: Aktenzeichen XY … ungelöst (Fernsehmagazin), verschiedene Regisseure
- 2012: Der Kriminalist (Fernsehserie), Regie: Christian Görlitz
- 2014: SOKO Wismar (Fernsehserie), Regie: Oliver Dommenget
- 2015: Long Way Up (Kurzfilm), Regie: Rolf Heidmann
- 2015: Augenlicht (Kurzfilm), Regie: Lara Witossek
- 2016: Intrigen (Kurzfilm), Regie: Patrick Freiheit
- 2017: Sinn des Lebens (Kurzfilm), Regie: Andreas Klein
- 2018: Es war Mord – Der Fall Mareike (Fernsehfilm), Regie: Marc Raabe
- 2020: Good meetings, Bad Meetings (Imagefilm für Airbus), Regie: Minh Duong
- 2020: Hubert ohne Staller (Fernsehserie), Regie: Carsten Fiebeler
- 2023: Dahoam is dahoam (Fernsehserie), Regie: Bettina Götz

## Theater (Auswahl)
- 2006–2013: Die Feuerzangenbowle, Komödie im Bayerischen Hof, Regie: Karl Absenger
- 2007: Mit dem Gurkenflieger in die Südsee, Junges Schauspiel Ensemble München, Regie: Michael Stacheder
- 2008: Feuergesicht, Theater … und so fort, Regie: Judith Toth
- 2008: Peter’s Friends, Theater … und so fort, Regie: Heiko Dietz
- 2009: Einsam, zweisam, dreisam, Theater … und so fort, Regie: Heiko Dietz
- 2013: Der Reigen, Theater im Treptow, Regie: Liane Grimm
- 2014: Die Liebenden in der Untergrundbahn, Theater im Treptow, Regie: Liane Grimm
- 2015: Peter’s Friends, Theater im Treptow, Regie: Liane Grimm/Marco Braun
- 2019: Old Surehand, Süddeutsche Karl-May-Festspiele, Regie: Peter Görlach